# Connie Kay
Connie Kay, nato Conrad Henry Kirnon (27 aprile 1927 – 30 novembre 1994), è stato un batterista statunitense, noto per la sua lunga appartenenza alla formazione jazz Modern Jazz Quartet (MJQ). 
L'appellativo "Kay" si deve al presentatore di un club il quale, nell'annunciare il batterista, ebbe un vuoto di memoria e dimenticò il suo vero cognome, chiamandolo Kay.
Autodidatta, iniziò la sua carriera suonando con il quintetto del sassofonista Lester Young dal 1949 al 1955 e, successivamente, con Stan Getz, Coleman Hawkins, Charlie Parker, Miles Davis ed altri ancora. Nel 1955 sostituì Kenny Clarke in seno alla formazione del Modern Jazz Quartet, rimanendovi fino allo scioglimento del gruppo avvenuto nel 1974 e in occasionali esibizioni negli anni '90.
Il suo stile leggero e raffinato lo distingue da molti suoi colleghi degli anni '50, l'epoca dell'hard-bop, che si imposero con uno stile violento, potente ed invadente. Faceva spesso uso di percussioni varie, come  triangoli, timpani e campane tubolari, che ne impreziosivano il suono.
È da sottolineare la sua partecipazione all'album del cantautore irlandese Van Morrison, Astral Weeks, pubblicato nel 1968.